# Eupagia nigerrima
Eupagia nigerrima är en fjärilsart som beskrevs av Swinhoe 1904. Eupagia nigerrima ingår i släktet Eupagia och familjen mätare. Inga underarter finns listade i Catalogue of Life.